# Mécleuves

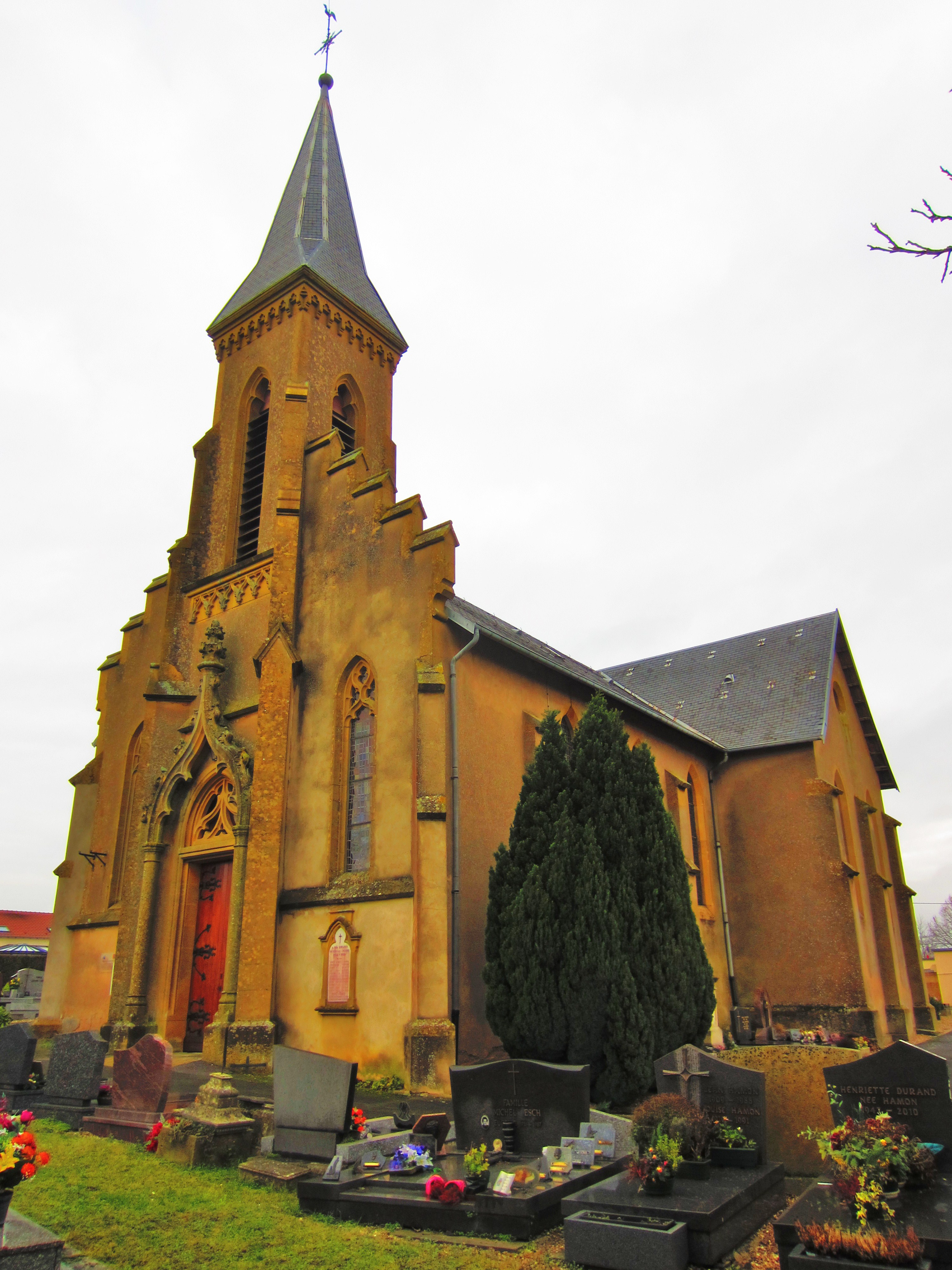
Kirche Mariä Geburt

Mécleuves ist eine französische Gemeinde mit 1201 Einwohnern (Stand 1. Januar 2022) im Département Moselle in der Region Grand Est (bis 2015 Lothringen). Sie gehört zum Arrondissement Metz.

## Geographie
Mécleuves liegt in Lothringen, zwölf Kilometer südöstlich von Metz und sechs Kilometer nordöstlich von Verny an einem Bach auf einer Höhe zwischen 192 und 292 m über dem Meeresspiegel. Das Gemeindegebiet umfasst 12,88 km². Zu Mécleuves gehören die Ortsteile Frontigny und Lanceumont sowie das Hofgut Champel.
Eine zweistreifig ausgebauten Fernstraße führt vom Ort aus nach Château-Salins.

## Geschichte
Die Ortschaft gehörte früher zum Bistum Metz.
Die heraldisch rechte Hälfte des Gemeindewappens zeigt mit Wolke, Schwert und Steinen die Attribute des Kapitels der Kathedrale von Metz, die über Mécleuves herrschte. Auf der heraldisch linken Seite werden die Symbole Familie Le Goullon de Chapel gezeigt, die das Hofgut Champel besaß.
Durch den Frankfurter Frieden vom 10. Mai 1871 kam die Region an Deutschland und das Dorf wurde dem Landkreis Metz im Bezirk Lothringen des Reichslandes Elsaß-Lothringen zugeordnet. Die Dorfbewohner betrieben Wein-, Hopfen-, Obst- und Gemüsebau.
Nach dem Ersten Weltkrieg musste die Region aufgrund der Bestimmungen des Versailler Vertrags 1919 an Frankreich abgetreten werden. Im Zweiten Weltkrieg war die Region von der deutschen Wehrmacht besetzt und stand unter deutscher Verwaltung.
1915–1919 trug die Gemeinde den eingedeutschten Namen Mekleven und 1940–1944 Klöwern.

### Bevölkerungsentwicklung
| Jahr      | 1962 | 1968 | 1975 | 1982 | 1990 | 1999 | 2007 | 2019 |
| Einwohner | 244  | 280  | 553  | 1029 | 1073 | 1011 | 1156 | 1139 |